# Пальма-д'Аверон
Пальма-д'Аверон (фр. Palmas d'Aveyron) — муніципалітет у Франції, у регіоні Окситанія, департамент Аверон. Пальма-д'Аверон утворено 1 січня 2016 року шляхом злиття муніципалітетів Куссерг, Крюежуль i Пальмас. Адміністративним центром муніципалітету є Пальмас. Населення — 1026 осіб (01.01.2021).